# Élections législatives de 1898 dans la Vienne
Les élections législatives de 1898 ont eu lieu les 8 et 22 mai.

## Résultats à l'échelle du département
| Partis         | Partis                     | Premier tour | Premier tour | Deuxième tour | Deuxième tour | Sièges |
| Partis         | Partis                     | Voix         | %            | Voix          | %             | Sièges |
| -------------- | -------------------------- | ------------ | ------------ | ------------- | ------------- | ------ |
|                | Républicains progressistes | 38 204       | 45,88        | 6 279         | 23,51         | 2      |
|                | Radicaux                   | 18 570       | 22,30        | 7 160         | 26,81         | 2      |
|                | Monarchistes               | 11 456       | 13,76        | 13 271        | 49,69         | 1      |
|                | Ralliés                    | 8 531        | 10,25        |               |               | 1      |
|                | Socialistes                | 6 507        | 7,81         | 0             |               |        |
|                |                            |              |              |               |               |        |
| Inscrits       | Inscrits                   | 106 371      | 100,00       | 33 379        | 100,00        | 6      |
| Votants        | Votants                    | 86 539       | 81,36        | 27 152        | 81,34         |        |
| Abstentions    | Abstentions                | 19 832       | 18,64        | 6 227         | 18,66         |        |
| Blancs et nuls | Blancs et nuls             | 3 271        | 3,78         | 442           | 1,63          |        |
| Exprimés       | Exprimés                   | 83 268       | 96,22        | 26 710        | 98,37         |        |

## Résultats par arrondissement

### Arrondissement de Châtellerault
| Candidat       | Candidat       | Parti                    | Premier tour | Premier tour |
| Candidat       | Candidat       | Parti                    | Voix         | %            |
| -------------- | -------------- | ------------------------ | ------------ | ------------ |
|                | Jules Duvau    | Républicain progressiste | 9 447        | 60,74        |
|                | Dalle          | FTSF                     | 6 105        | 39,26        |
|                |                |                          |              |              |
| Inscrits       | Inscrits       | Inscrits                 | 20 513       | 100,00       |
| Votants        | Votants        | Votants                  | 16 174       | 78,85        |
| Abstention     | Abstention     | Abstention               | 4 339        | 21,15        |
| Blancs et nuls | Blancs et nuls | Blancs et nuls           | 622          | 3,85         |
| Exprimés       | Exprimés       | Exprimés                 | 15 552       | 96,15        |

### Arrondissement de Civray
| Candidat       | Candidat       | Parti                    | Premier tour | Premier tour | Deuxième tour | Deuxième tour |
| Candidat       | Candidat       | Parti                    | Voix         | %            | Voix          | %             |
| -------------- | -------------- | ------------------------ | ------------ | ------------ | ------------- | ------------- |
|                | Brouillet      | Républicain progressiste | 5 190        | 39,41        | 6 279         | 47,16         |
|                | Maurice Pain   | Monarchiste              | 5 159        | 39,17        | 7 036         | 52,84         |
|                | Gusman Serph   | Monarchiste              | 2 419        | 18,37        |               |               |
|                | Cardin         | Socialiste               | 402          | 3,05         |               |               |
|                |                |                          |              |              |               |               |
| Inscrits       | Inscrits       | Inscrits                 | 15 881       | 100,00       | 15 881        | 100,00        |
| Votants        | Votants        | Votants                  | 13 312       | 83,82        | 13 428        | 84,55         |
| Abstention     | Abstention     | Abstention               | 2 569        | 16,18        | 2 453         | 15,45         |
| Blancs et nuls | Blancs et nuls | Blancs et nuls           | 142          | 1,07         | 113           | 0,84          |
| Exprimés       | Exprimés       | Exprimés                 | 13 170       | 98,93        | 13 315        | 99,16         |

### Arrondissement de Loudun
| Candidat       | Candidat                 | Parti                    | Premier tour | Premier tour |
| Candidat       | Candidat                 | Parti                    | Voix         | %            |
| -------------- | ------------------------ | ------------------------ | ------------ | ------------ |
|                | Maxime Ridouard          | Radical                  | 5 289        | 57,95        |
|                | Louis Thonnard du Temple | Républicain progressiste | 3 838        | 42,05        |
|                |                          |                          |              |              |
| Inscrits       | Inscrits                 | Inscrits                 | 11 873       | 100,00       |
| Votants        | Votants                  | Votants                  | 9 959        | 83,88        |
| Abstention     | Abstention               | Abstention               | 1 914        | 16,12        |
| Blancs et nuls | Blancs et nuls           | Blancs et nuls           | 832          | 8,35         |
| Exprimés       | Exprimés                 | Exprimés                 | 9 127        | 91,65        |

### Arrondissement de Montmorillon
| Candidat       | Candidat         | Parti                    | Premier tour | Premier tour |
| Candidat       | Candidat         | Parti                    | Voix         | %            |
| -------------- | ---------------- | ------------------------ | ------------ | ------------ |
|                | Maurice Demarçay | Républicain progressiste | 8 206        | 55,99        |
|                | Constancin       | Radical                  | 6 449        | 44,01        |
|                |                  |                          |              |              |
| Inscrits       | Inscrits         | Inscrits                 | 20 655       | 100,00       |
| Votants        | Votants          | Votants                  | 15 927       | 77,11        |
| Abstention     | Abstention       | Abstention               | 4 728        | 22,89        |
| Blancs et nuls | Blancs et nuls   | Blancs et nuls           | 1 272        | 7,99         |
| Exprimés       | Exprimés         | Exprimés                 | 14 655       | 92,01        |

### Arrondissement de Poitiers

#### 1recirconscription
| Candidat       | Candidat        | Parti                    | Premier tour | Premier tour | Deuxième tour | Deuxième tour |
| Candidat       | Candidat        | Parti                    | Voix         | %            | Voix          | %             |
| -------------- | --------------- | ------------------------ | ------------ | ------------ | ------------- | ------------- |
|                | Camille Bazille | Radical                  | 6 832        | 47,83        | 7 160         | 53,45         |
|                | De Coursac      | Monarchiste              | 3 878        | 27,15        | 6 235         | 46,55         |
|                | Servant         | Républicain progressiste | 3 575        | 25,03        |               |               |
|                |                 |                          |              |              |               |               |
| Inscrits       | Inscrits        | Inscrits                 | 17 498       | 100,00       | 17 498        | 100,00        |
| Votants        | Votants         | Votants                  | 14 419       | 82,40        | 13 724        | 78,43         |
| Abstention     | Abstention      | Abstention               | 3 079        | 17,60        | 3 774         | 21,57         |
| Blancs et nuls | Blancs et nuls  | Blancs et nuls           | 134          | 0,93         | 329           | 2,40          |
| Exprimés       | Exprimés        | Exprimés                 | 14 285       | 99,07        | 13 395        | 97,60         |

#### 2ecirconscription
| Candidat       | Candidat          | Parti                    | Premier tour | Premier tour |
| Candidat       | Candidat          | Parti                    | Voix         | %            |
| -------------- | ----------------- | ------------------------ | ------------ | ------------ |
|                | Raymond Dupuytrem | Rallié                   | 8 531        | 51,77        |
|                | Cleiftié          | Républicain progressiste | 7 948        | 48,23        |
|                |                   |                          |              |              |
| Inscrits       | Inscrits          | Inscrits                 | 19 951       | 100,00       |
| Votants        | Votants           | Votants                  | 16 748       | 83,95        |
| Abstention     | Abstention        | Abstention               | 3 203        | 16,05        |
| Blancs et nuls | Blancs et nuls    | Blancs et nuls           | 269          | 1,61         |
| Exprimés       | Exprimés          | Exprimés                 | 16 479       | 98,39        |